# Leichtathletik-Europameisterschaften 2006/Marathon der Frauen

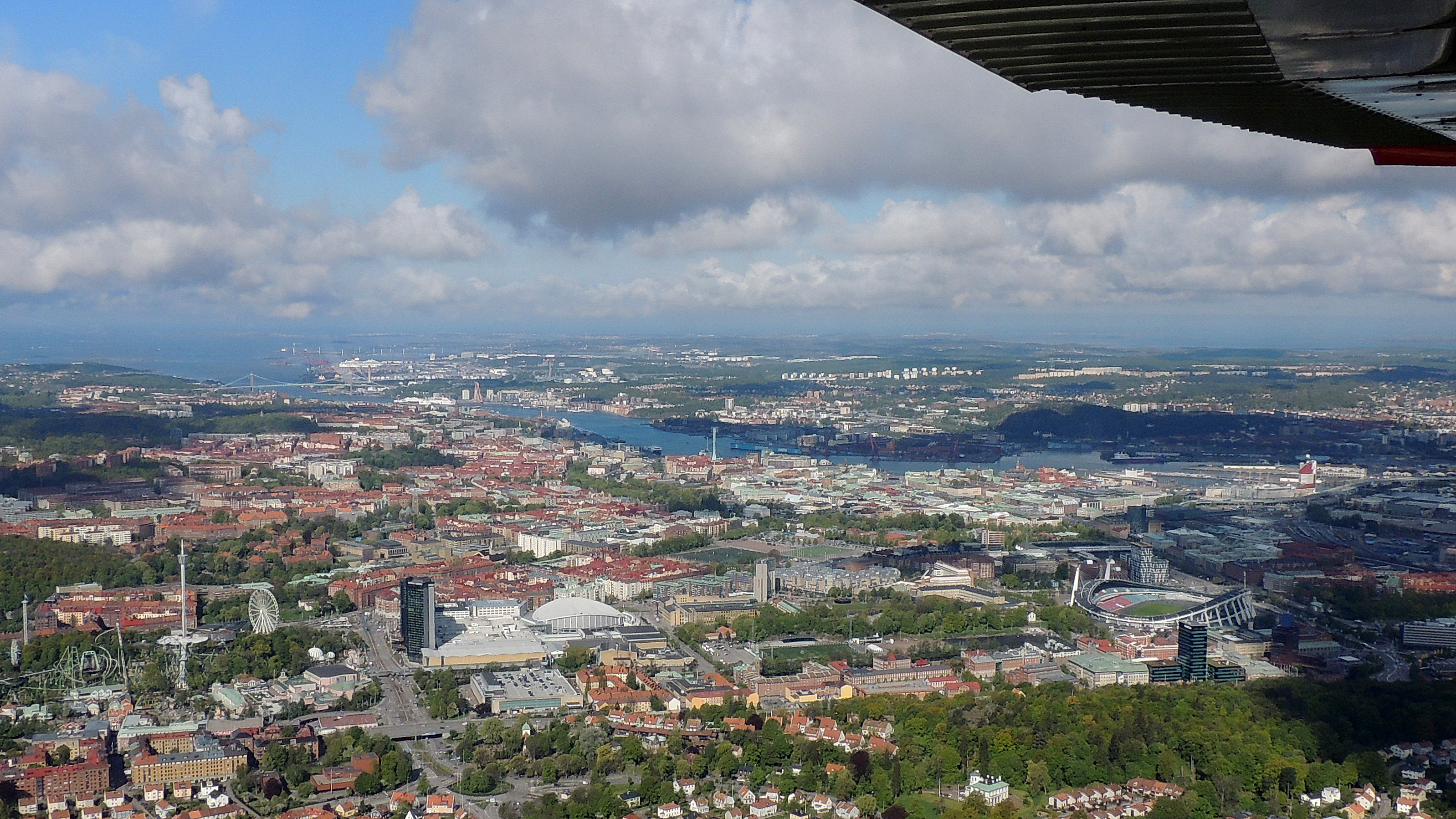
Blick auf Göteborg im Jahr 2015

Der Marathonlauf der Frauen bei den Leichtathletik-Europameisterschaften 2006 fand am 12. August 2006 um 12:10 Ortszeit auf einem rund zehn Kilometer langen und viermal zu durchlaufenden Rundkurs im Stadtzentrum von Göteborg, Schweden, statt.
Die Deutsche Ulrike Maisch gewann das Rennen in 2:30:01 h. Vizeeuropameisterin wurde die Serbin Olivera Jevtić vor der Russin Irina Permitina.
Zum dritten Mal gab es bei Europameisterschaften eine Teamwertung, den sogenannten Marathon-Cup. Hierfür wurden die Zeiten der drei besten Läuferinnen je Nation addiert. Die Wertung zählte allerdings nicht zum offiziellen Medaillenspiegel. Es siegte die Mannschaft aus Italien vor Russland und Deutschland, nur diese drei Mannschaften kamen in die Wertung.

## Bestehende Rekorde
| Weltrekord           | Paula Radcliffe | 2:15:25 h | London-Marathon | 13. April 2003  |
| Europarekord         | Paula Radcliffe | 2:15:25 h | London-Marathon | 13. April 2003  |
| Meisterschaftsrekord | Maria Guida     | 2:26:05 h | EM in München   | 10. August 2002 |

Der bestehende EM-Rekord wurde 2006 nicht erreicht. Die schnellste Zeit erzielte die deutscheEuropameisterin Ulrike Maisch. Mit ihrer Bestzeit von 2:30:01 min blieb sie 3:56 min über Europarekord. Zum Weltrekord fehlten ihr 14:36 min.

## Zwischenzeiten
| Marke | Zeit      | Führende | 5-km-Zeit |
| ----- | --------- | --- | --------- |
| 5 km  | 18:30 min | Živilė Balčiūnaitė mit großer Gruppe | 18:30 min |
| 10 km | 37:04 min | Živilė Balčiūnaitė mit großer Gruppe | 18:34 min |
| 15 km | 55:04 min | Irina Permitina mit 19köpfiger Gruppe | 18:00 min |
| 20 km | 1:12:52 h | Irina Permitina mit 15köpfiger Gruppe | 17:48 min |
| 25 km | 1:30:17 h | Irina Permitina mit 12köpfiger Gruppe | 17:25 min |
| 30 km | 1:47:22 h | Permitina, Biktimirowa, Jevtić / Genovese, Rosa 3 s zurück / Incerti, Balčiūnaitė 7 s zurück / Maisch 18 s zurück / Toniolo 22 s zurück             | 16:16 min |
| 35 km | 2:04:28 h | Permitina / Jevtić, Biktimirowa 29 s zur. / Maisch 41 s zur. / Balčiūnaitė 44 s zur. / Genovese, Rosa 54 s zur. / Toniolo, Incerti 1:09 min zur.    | 17:04 min |
| 40 km | 2:22:29 h | Permitina / Maisch 3 s zur. / Jevtić 9 s zur. / Balčiūnaitė 35 s zur. / Biktimirowa, Genovese 49 s zur. / Toniolo 55 s zur. / Incerti 1:35 min zur. | 18:01 min |

## Legende
| DNF | Wettkampf nicht beendet (did not finish) |

## Ergebnis

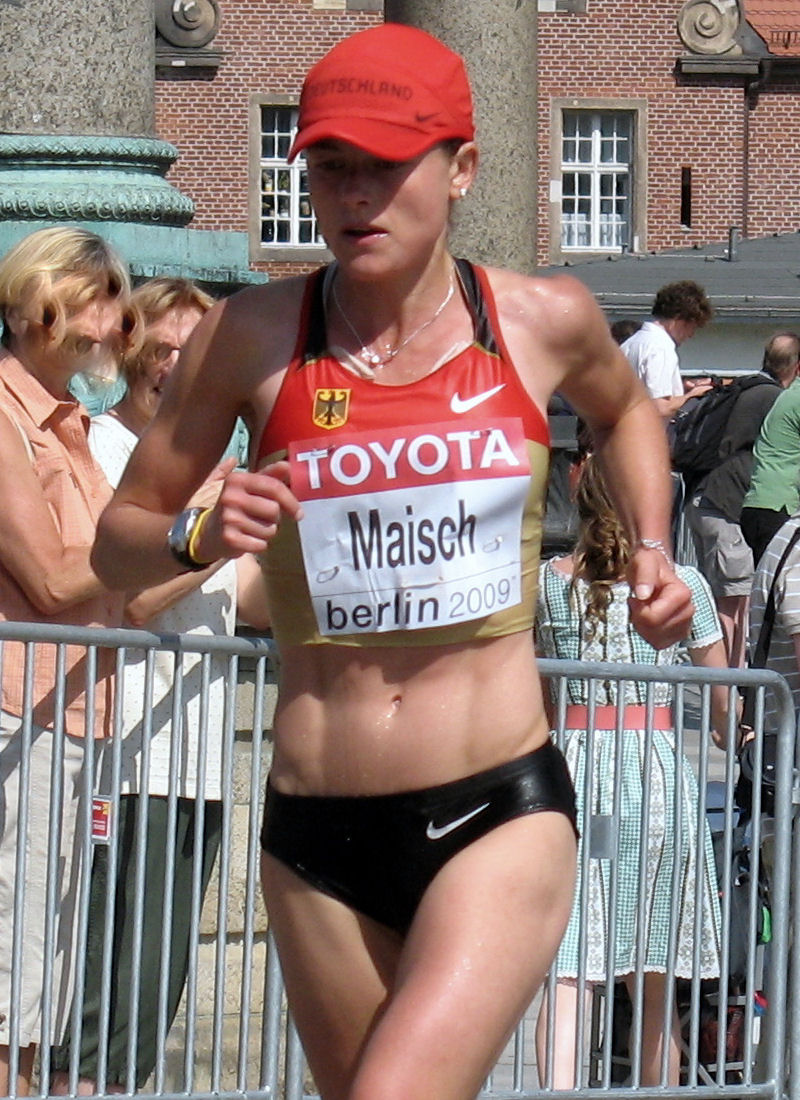
Europameisterin Ulrike Maisch

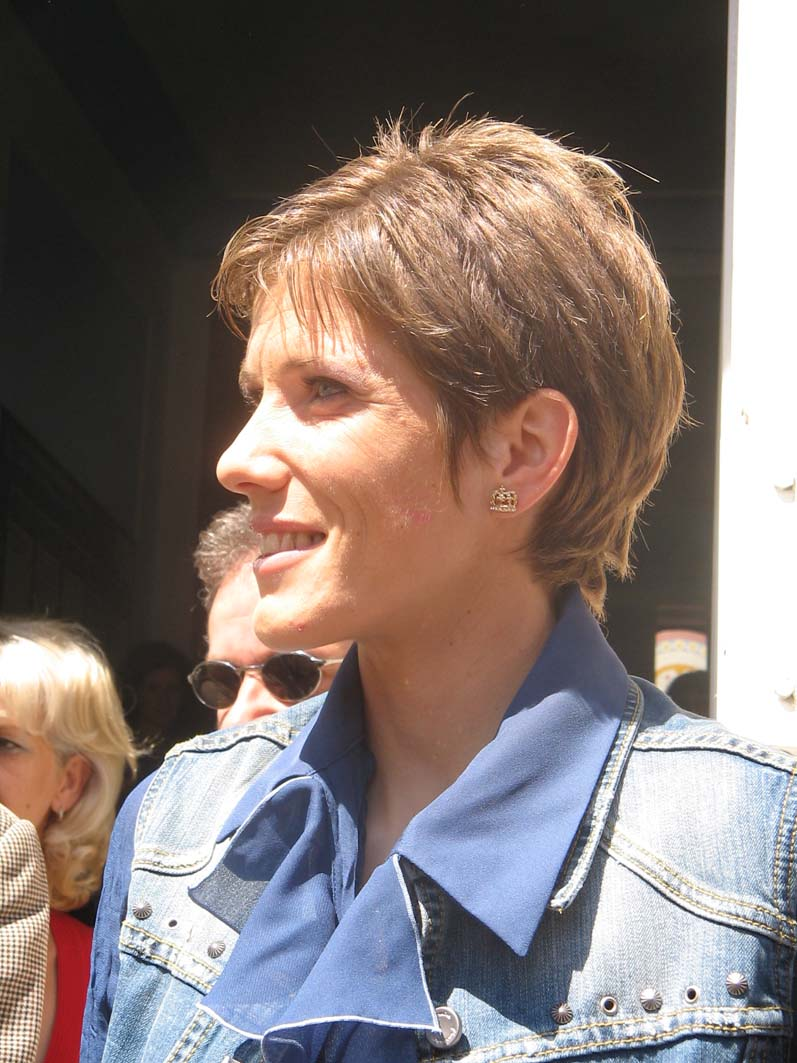
Olivera Jevtić, Serbien – Silbermedaillen-
gewinnerin

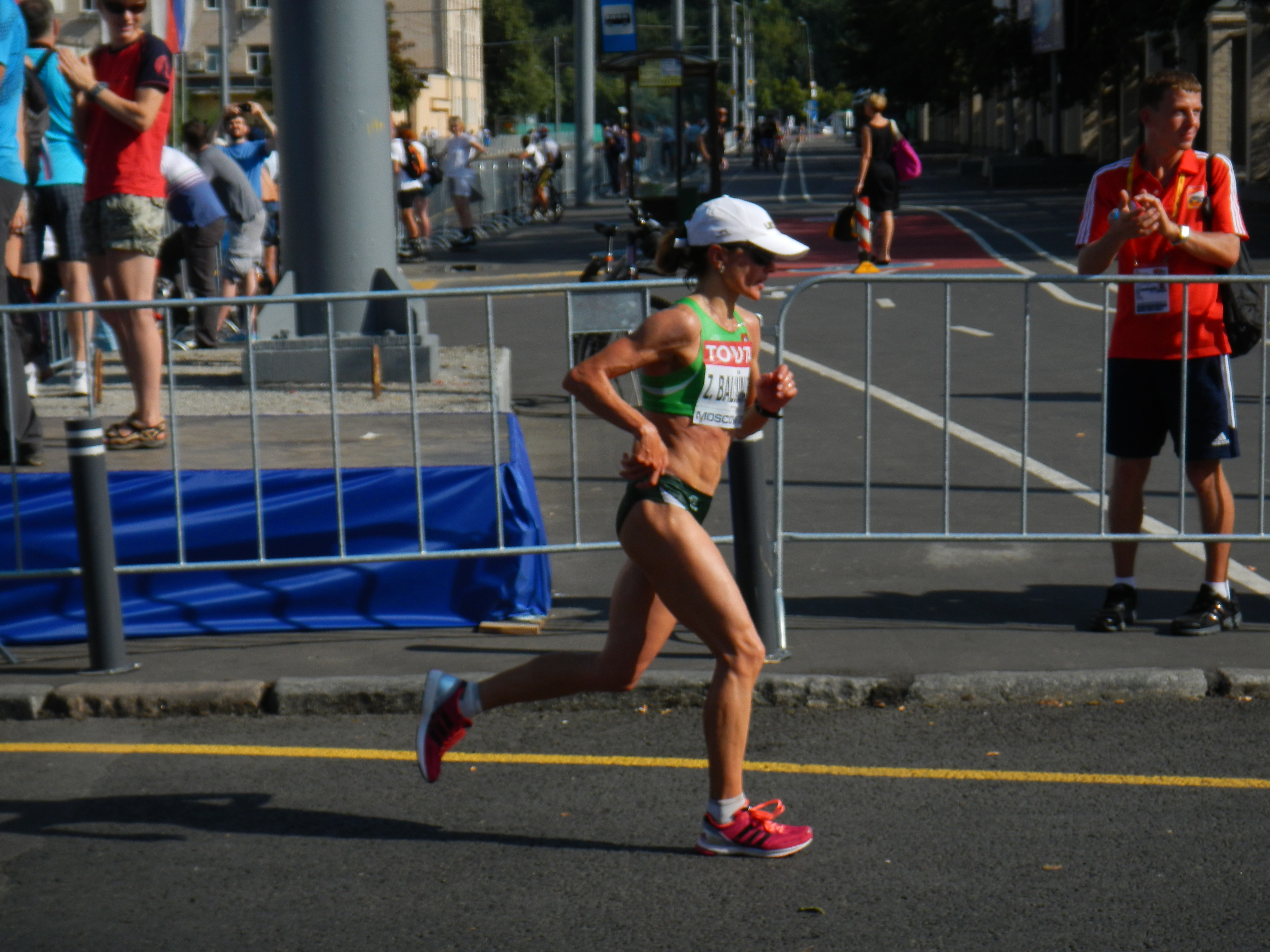
Živilė Balčiūnaitė, Litauen – Rang vier

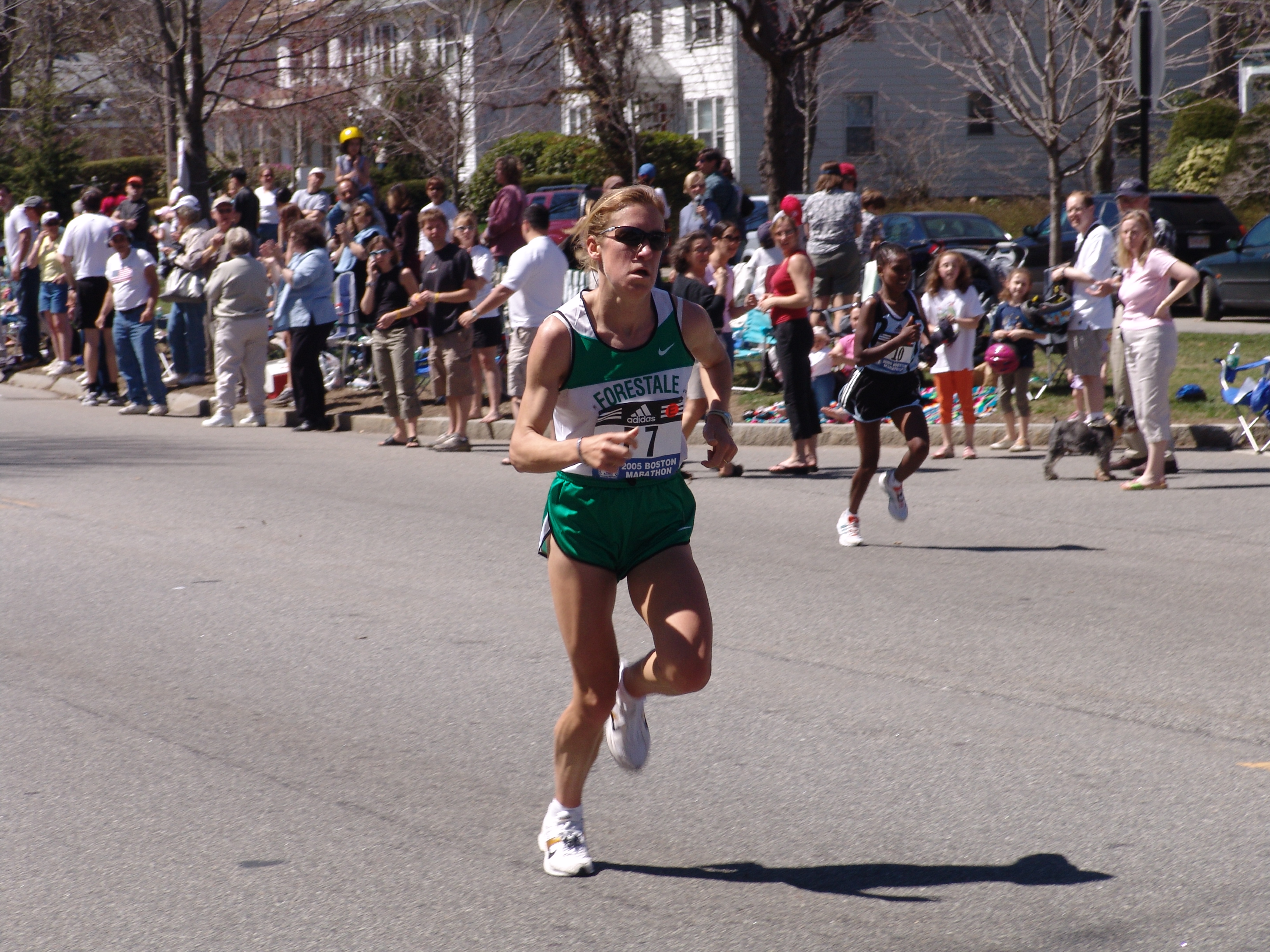
Bruna Genovese, Italien – Rang fünf

12. August 2006
| Platz | Athletin                 | Land           | Zeit (h) |
| ----- | ------------------------ | -------------- | -------- |
|       | Ulrike Maisch            | Deutschland    | 2:30:01  |
|       | Olivera Jevtić           | Serbien        | 2:30:27  |
|       | Irina Permitina          | Russland       | 2:30:53  |
| 04    | Živilė Balčiūnaitė       | Litauen        | 2:31:01  |
| 05    | Bruna Genovese           | Italien        | 2:31:15  |
| 06    | Alewtina Biktimirowa     | Russland       | 2:31:23  |
| 07    | Deborah Toniolo          | Italien        | 2:31:31  |
| 08    | Giovanna Volpato         | Italien        | 2:32:04  |
| 09    | Anna Incerti             | Italien        | 2:32:53  |
| 10    | Anália Rosa              | Portugal       | 2:32:56  |
| 11    | Claudia Dreher           | Deutschland    | 2.33:53  |
| 12    | Nailja Julamanowa        | Russland       | 2:35:26  |
| 13    | Kirsten Melkevik Otterbu | Norwegen       | 2:35:59  |
| 14    | Susanne Hahn             | Deutschland    | 2:36:17  |
| 15    | Anna Rahm                | Schweden       | 2:36:48  |
| 16    | Tracey Morris            | Großbritannien | 2:37:34  |
| 17    | Alina Gherasim           | Rumänien       | 2:37:57  |
| 18    | Maija Oravamäki          | Finnland       | 2:39:17  |
| 19    | Annemette Aagaard        | Dänemark       | 2:39:29  |
| 20    | Lena Gavelin             | Schweden       | 2:39:36  |
| 21    | Marcella Mancini         | Italien        | 2:40:47  |
| 22    | Nili Abramski            | Israel         | 2:41:23  |
| 23    | Albina Iwanowa           | Russland       | 2:42:02  |
| 24    | Natalja Wolgina          | Russland       | 2:42:23  |
| 25    | Carmen Oliveras          | Frankreich     | 2:43:25  |
| 26    | Magdaliní Gazéa          | Griechenland   | 2:46:08  |
| 27    | María José Pueyo         | Spanien        | 2:47:27  |
| 28    | Fatima Yvelain           | Frankreich     | 2:48:09  |
| 29    | Elena Fetizon            | Frankreich     | 2:57:48  |
| DNF   | Ana Dias                 | Portugal       |          |
| DNF   | Luminita Zaituc          | Deutschland    |          |
| DNF   | Fátima Silva             | Portugal       |          |
| DNF   | Rosaria Console          | Italien        |          |
| DNF   | Lisa Blommé              | Schweden       |          |

## Ergebnis Marathon-Cup
(nur drei Teams in der Wertung)
| Platz | Land        | Athletinnen                                            | Zeit (h) |
| ----- | ----------- | ------------------------------------------------------ | -------- |
| 1     | Italien     | Bruna Genovese Deborah Toniolo Giovanna Volpato        | 7:34:50  |
| 2     | Russland    | Irina Permitina Alewtina Biktimirowa Nailja Julamanowa | 7:37:42  |
| 3     | Deutschland | Ulrike Maisch Claudia Dreher Susanne Hahn              | 7:40:11  |

Ulrike Maisch hatte 2002 den achten Platz belegt und war hier eigentlich nur als drittstärkste deutsche Läuferin eingeschätzt worden. Sie lief das Tempo der Spitzengruppe bei den ersten Beschleunigungen nach der Halbmarathonmarke nicht mit, konnte aber im Schlussabschnitt alle Läuferinnen überholen und die erste Goldmedaille im Marathon der Frauen für Deutschland gewinnen. Olivera Jevtić gewann die erste Medaille für Serbien bei diesen Europameisterschaften.

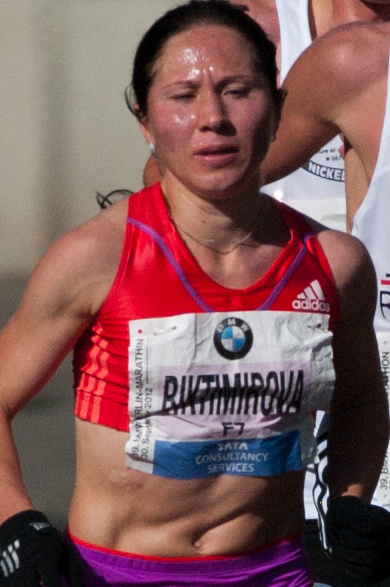
Alewtina Biktimirowa, Russland  – Rang sechs
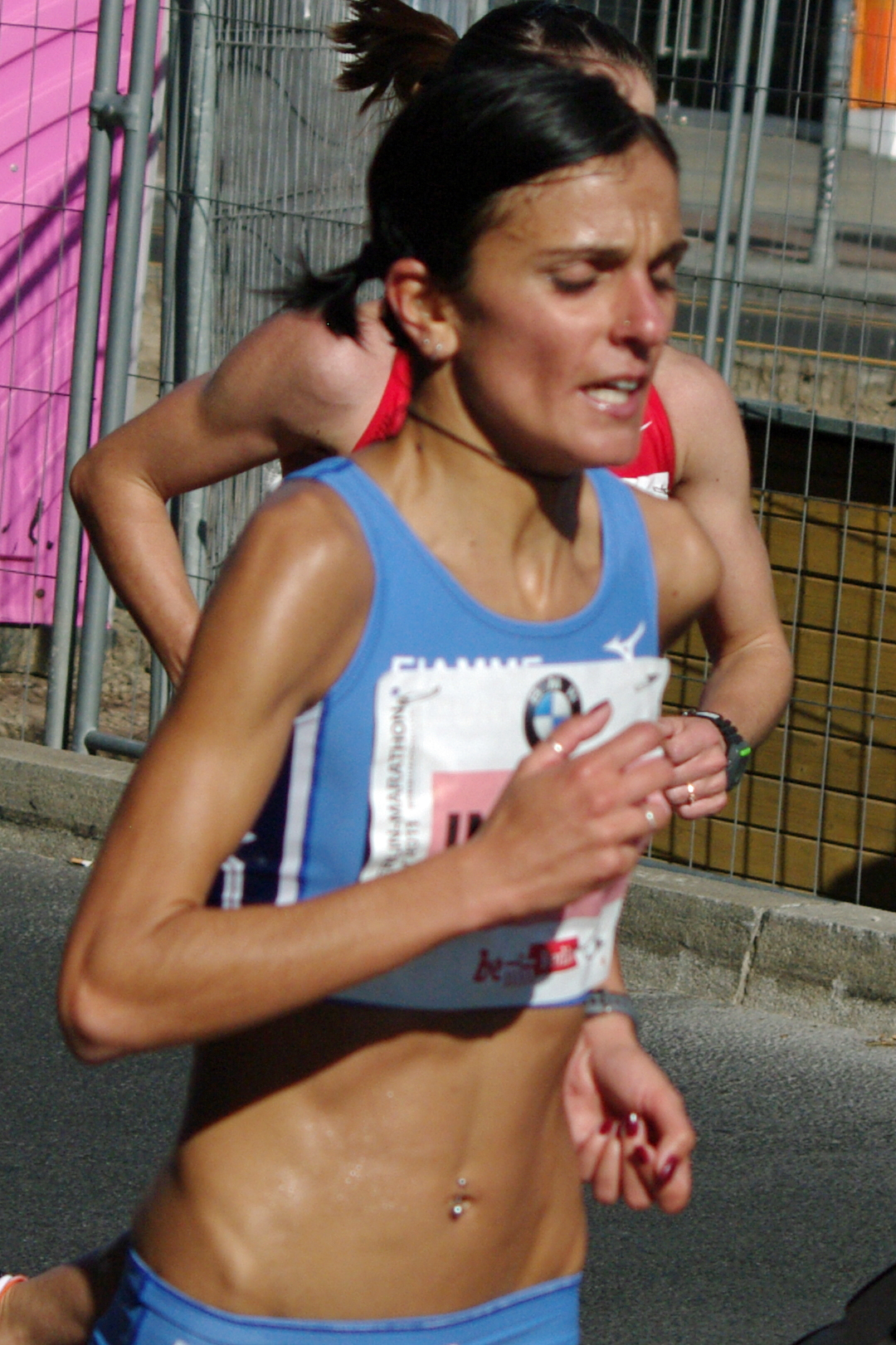
Anna Incerti, Italien – Rang acht
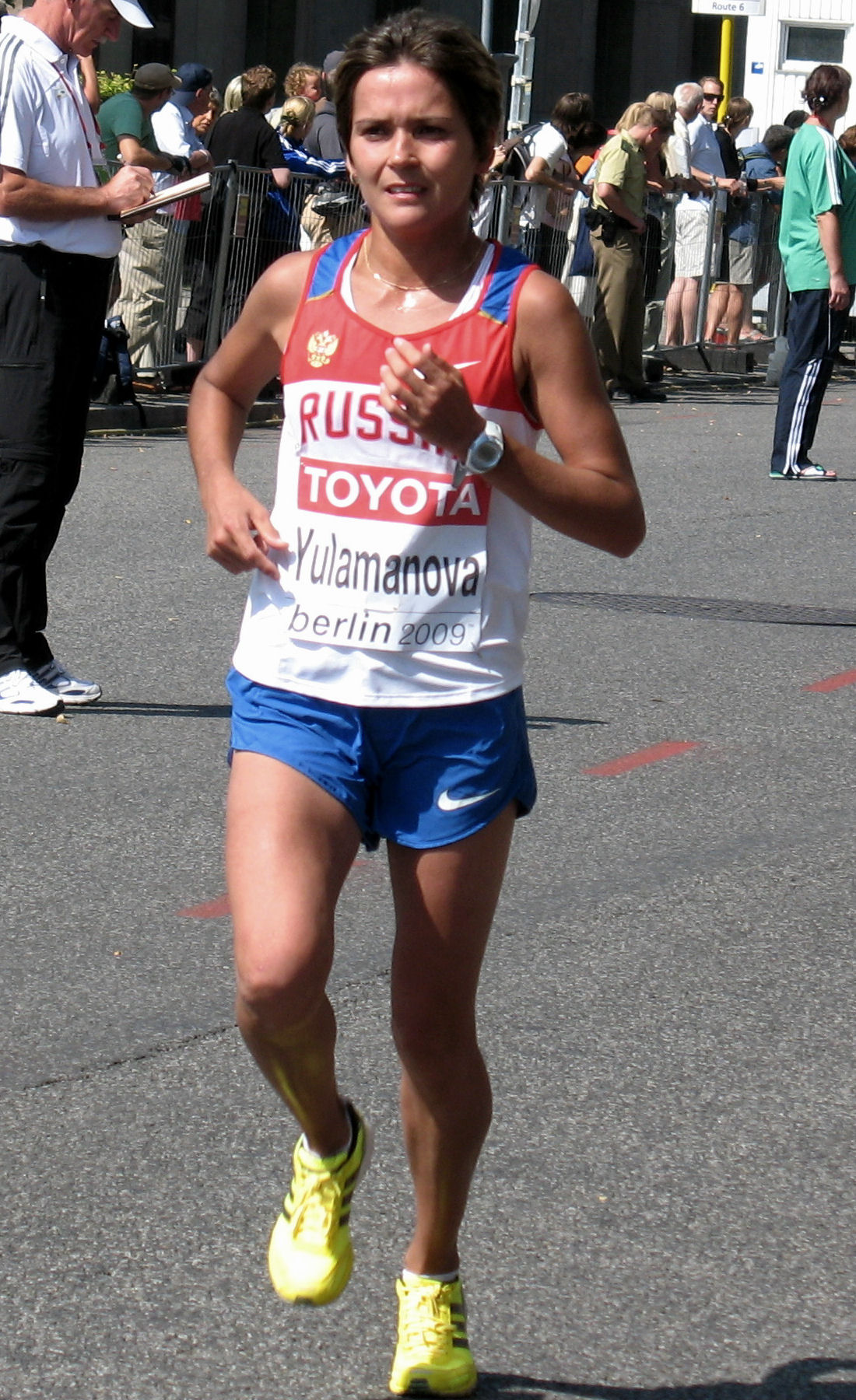
Nailja Julamanowa, Russland – Rang zwölf

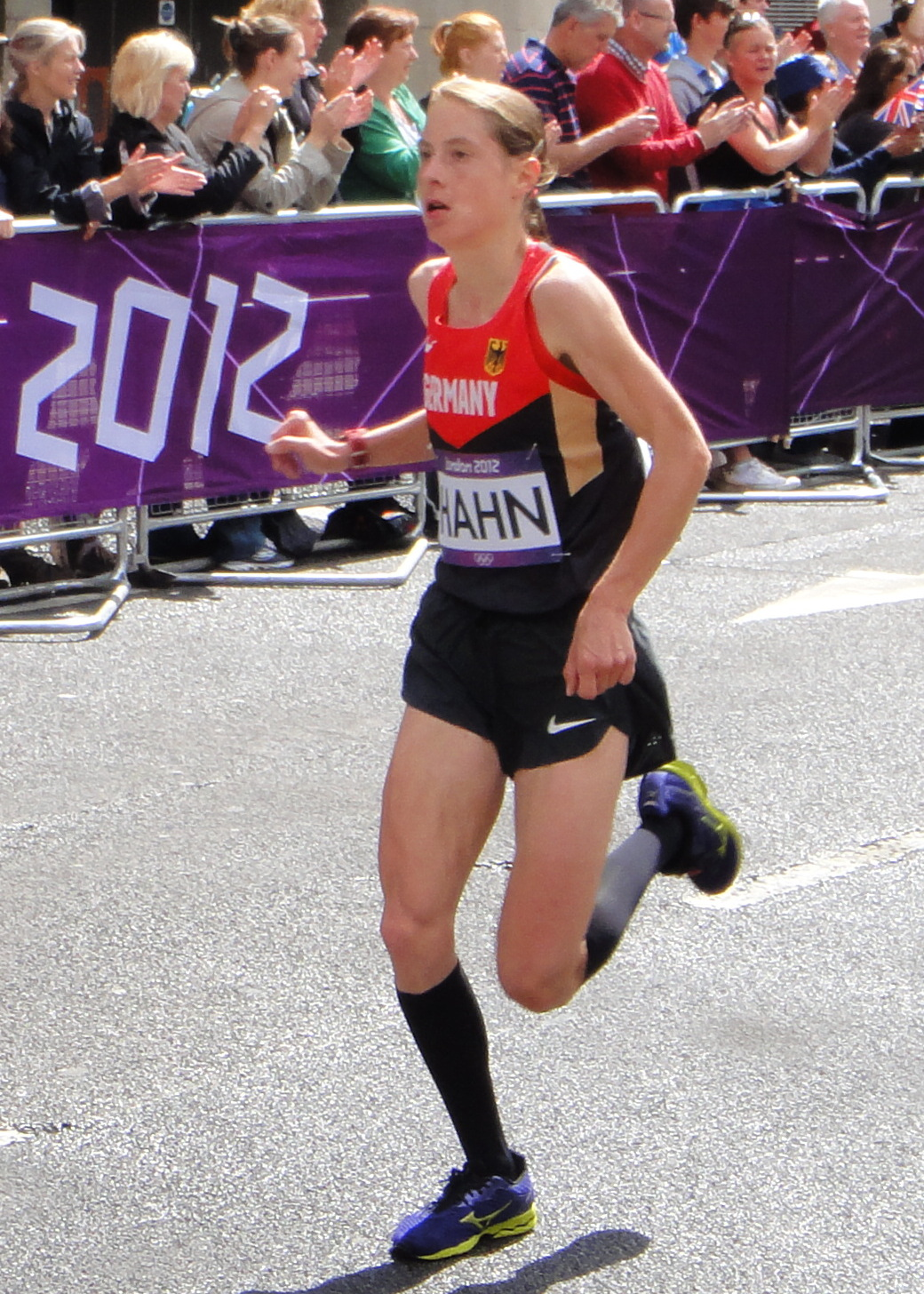
Susanne Hahn, Deutschland – Rang vierzehn
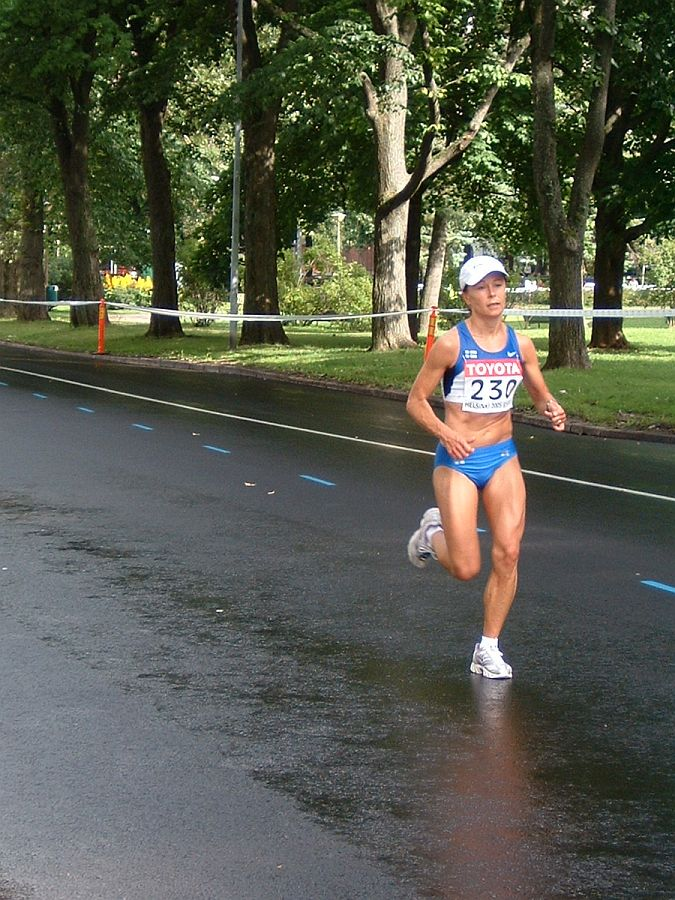
Maija Oravamäki, Finnland – Rang achtzehn
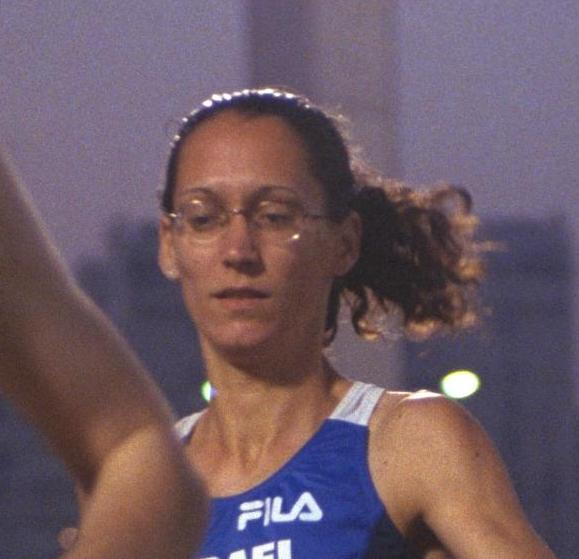
Nili Abramski, Israel – Rang 22

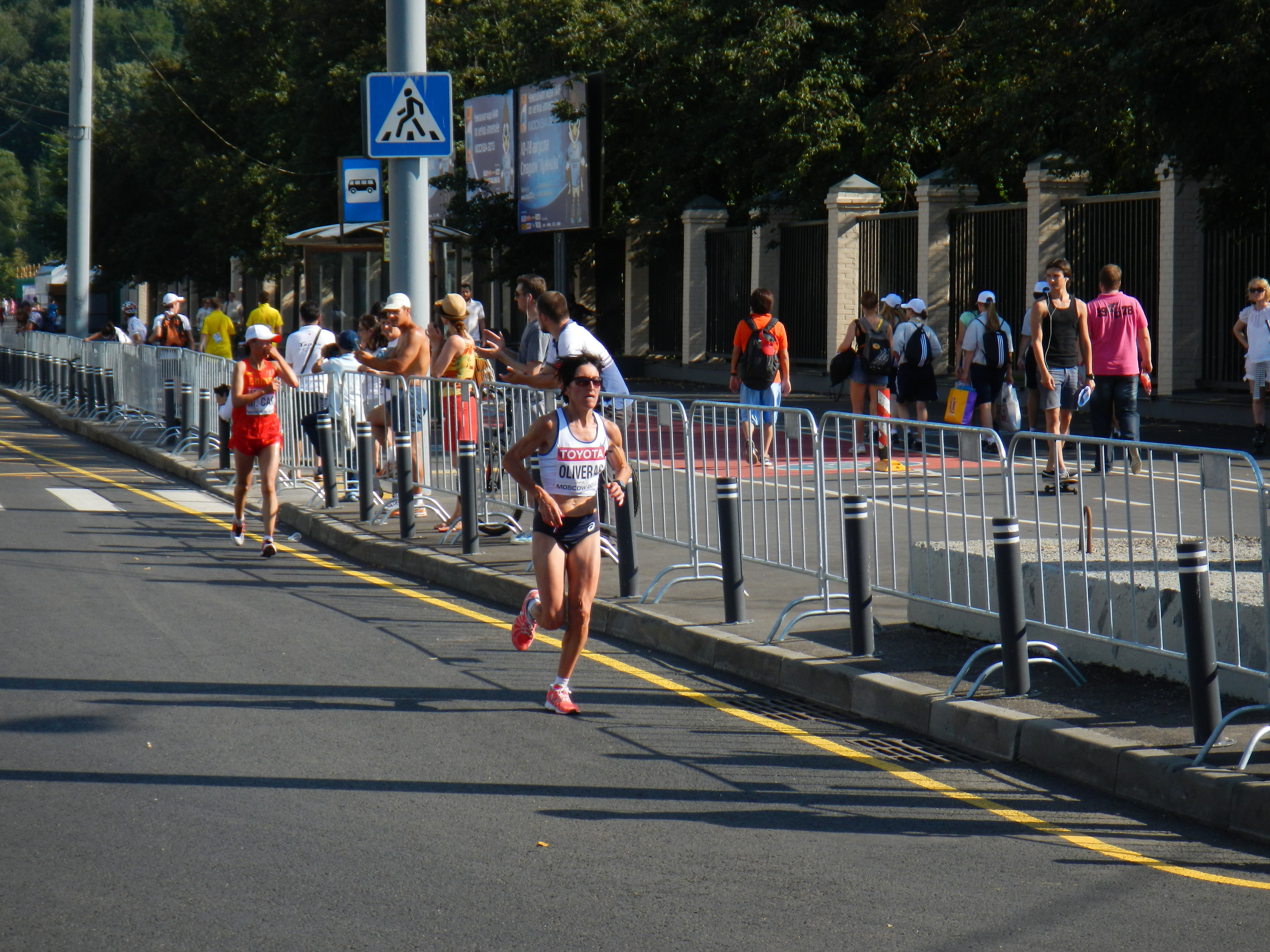
Carmen Oliveras, Portugal – Rang 25
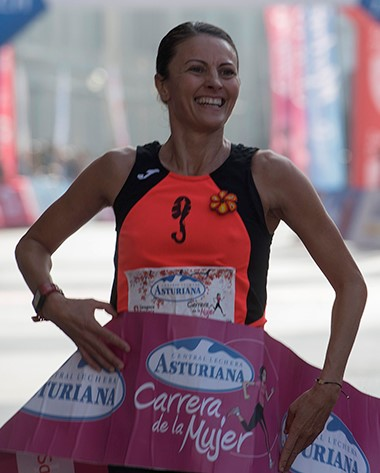
María José Pueyo, Spanien – Rang 27
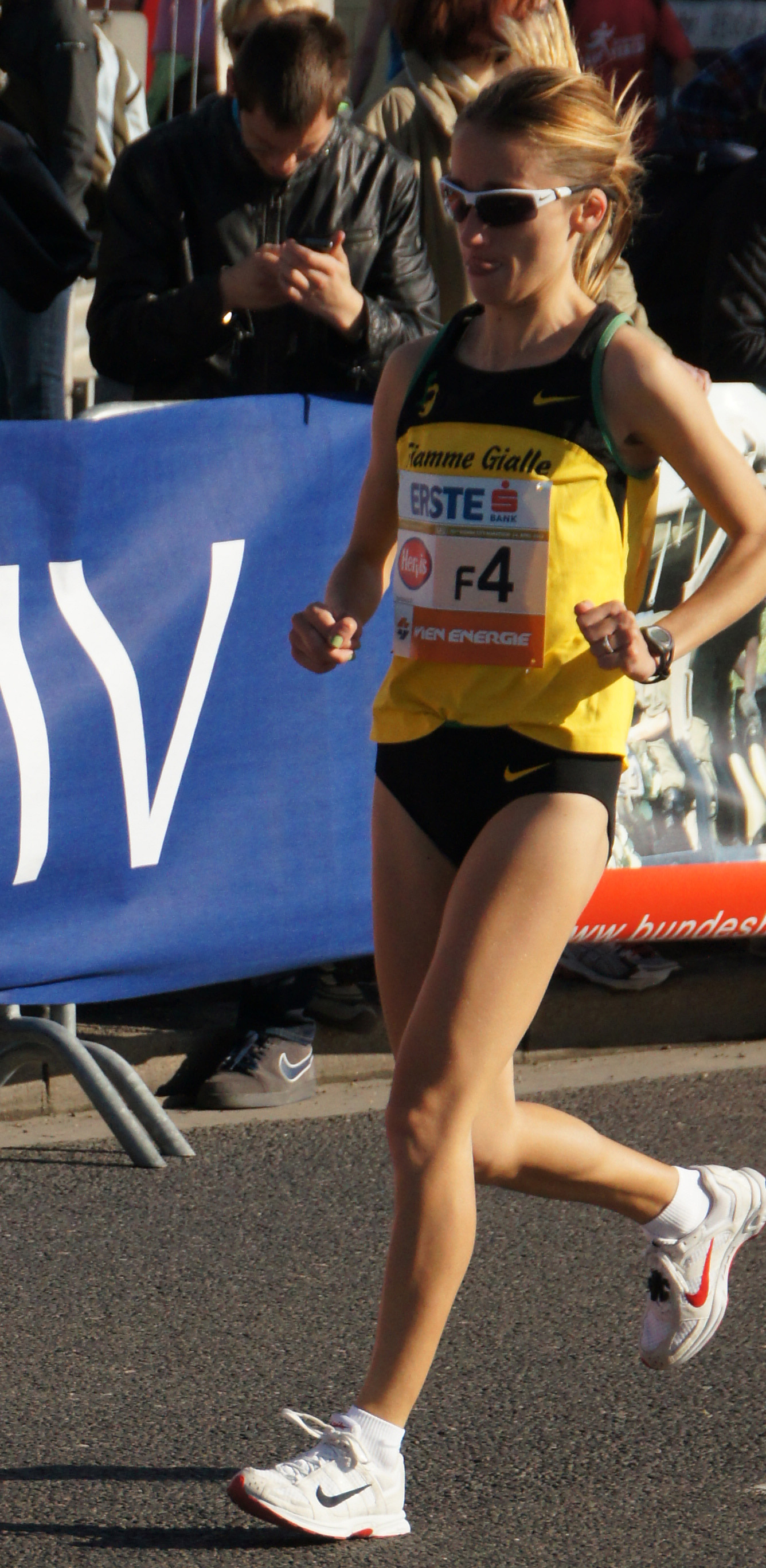
Rosario Console, Italien – Rennen nicht beendet